# المصطفاوية
المصطفاوية قرية سورية تتبع ناحية المعبدة في منطقة المالكية التابعة لمحافظة الحسكة في أقصى شمال شرق سورية. بلغ عدد سكانها 1112 نسمة عام 2004.
تقع على بعد 17 كم غرب مدينة المالكية و9 كم جنوب الحدود التركية.
توجد في القرية بلدية ومخفر للشرطة ووحدة إرشادية زراعية ومدرسة ابتدائية وإعدادية.
يعتمد سكان القرية في العيش على تربية الأغنام والزراعة كالقمح والقطن والبقوليات.
يوجد بالقرب منها جبلان وبعض الينابيع الصغيرة.